# Ten'ka
Il Ten'ka (in russo Тенька?, o Tėnkė, Тэнкэ) è un fiume dell'Estremo Oriente della Russia, tributario di destra della Kolyma. Scorre nel Ten'kinskij rajon dell'oblast' di Magadan.
Il fiume ha la sua sorgente in montagna ad un'altitudine di oltre 844 metri sul livello del mare. Scorre prima in direzione nord fino alla confluenza con l'Omčak vicino all'insediamento di Transportnyj, dopodiché gira a sud-est e mantiene questa direzione fino alla foce dell'affluente Nel'koba, dove si trova il villaggio con lo stesso nome. Quindi, aggirando il monte Tėnkėnskaja, si dirige a nord sino a sfociare nel bacino della Kolyma (precedentemente sfociava nella Kolyma a una distanza di 1 985 km dalla sua foce). La sua lunghezza è di 137 km; il bacino del fiume è di 4 570 km². Il bacino idrografico è montuoso, le parti inferiori dei pendii e le valli fluviali sono ricoperte da boschi di larici.